# Naturschutzgebiet Heckenlandschaft Braunshausen

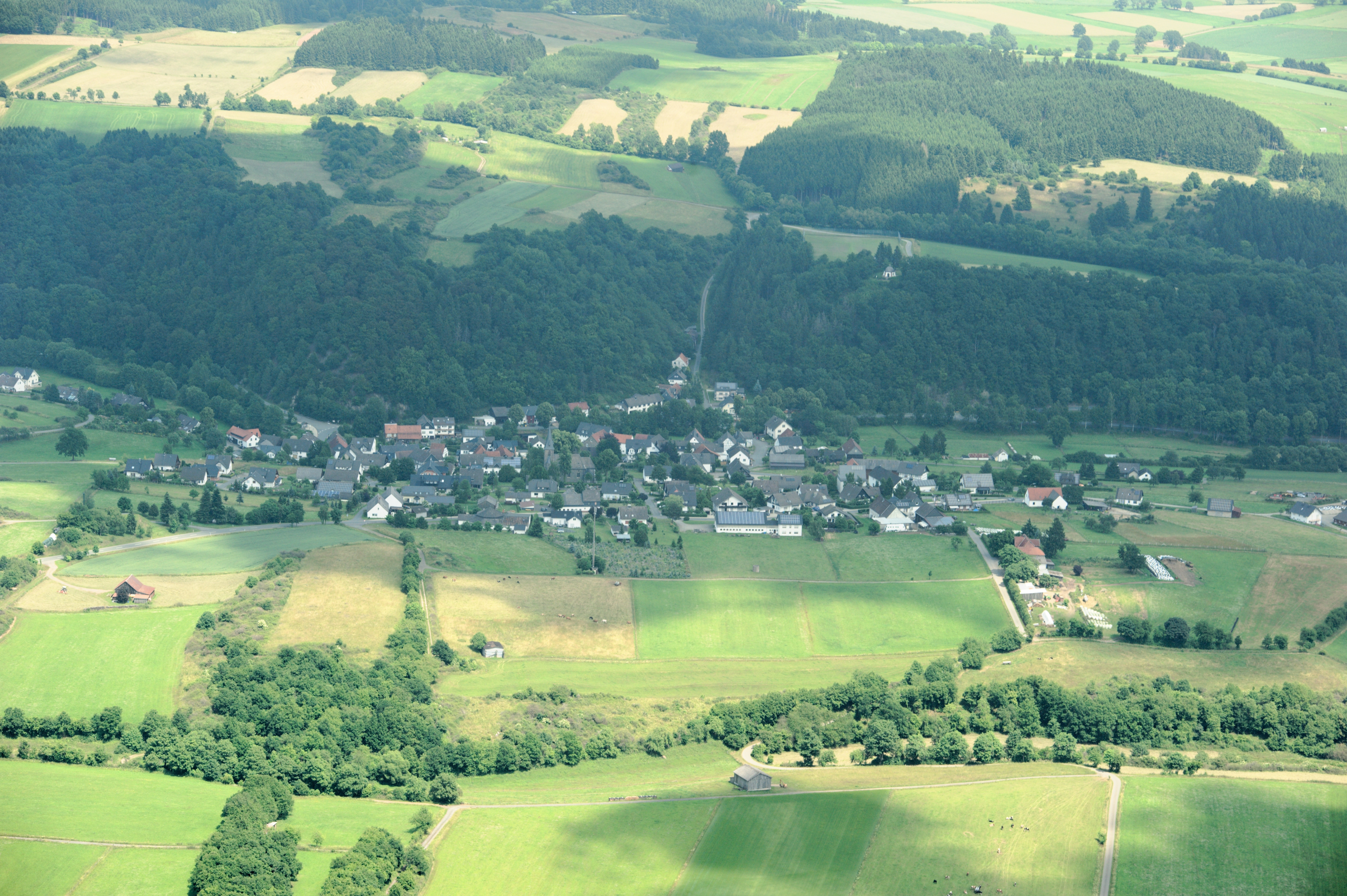
Hallenberg; im oberen Bilddrittel Teile des Naturschutzgebiets „Heckenlandschaft Braunshausen“, unten links Teile des Naturschutzgebiets „Steinschlade“

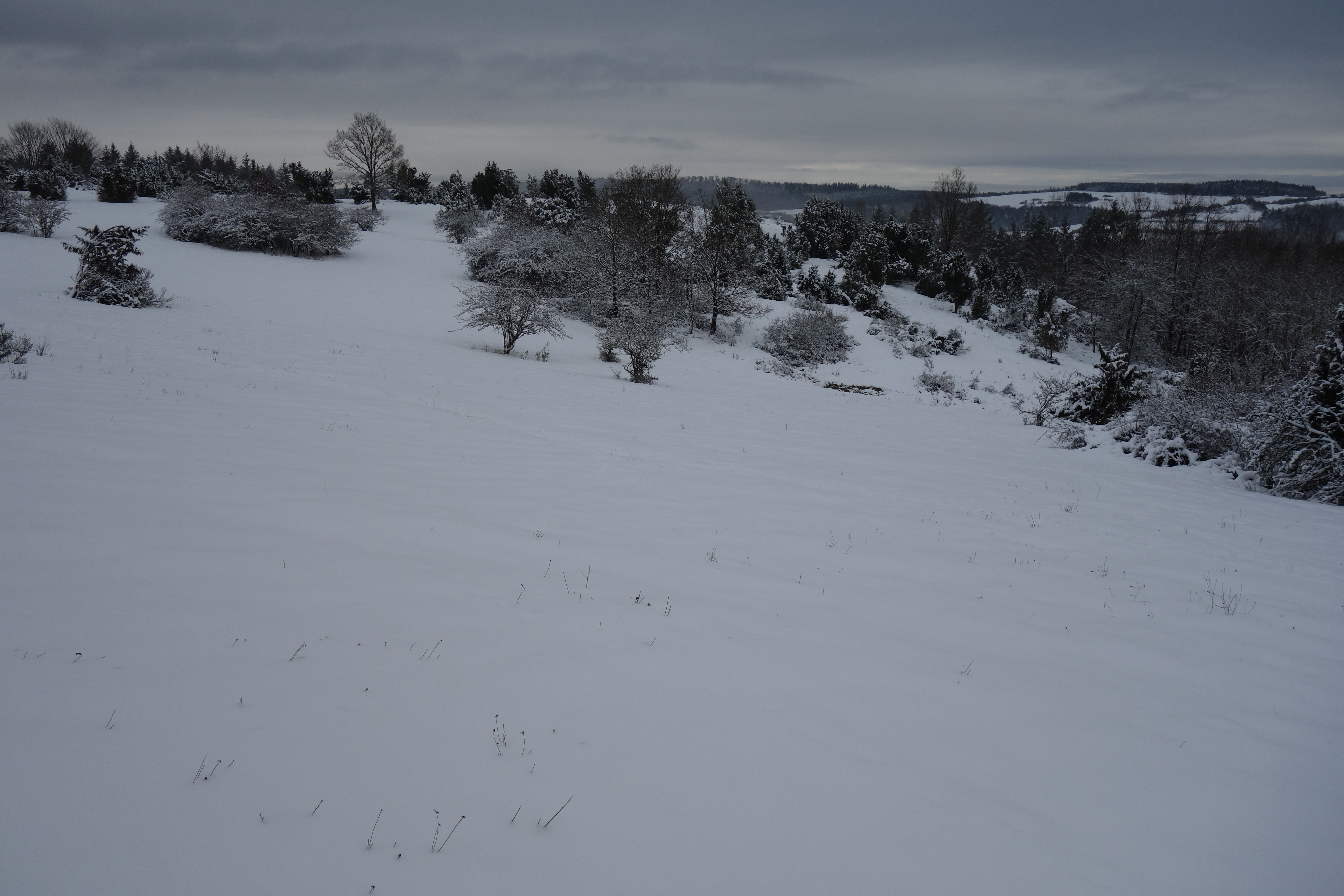
Mittlerer Heidebereich im Winter

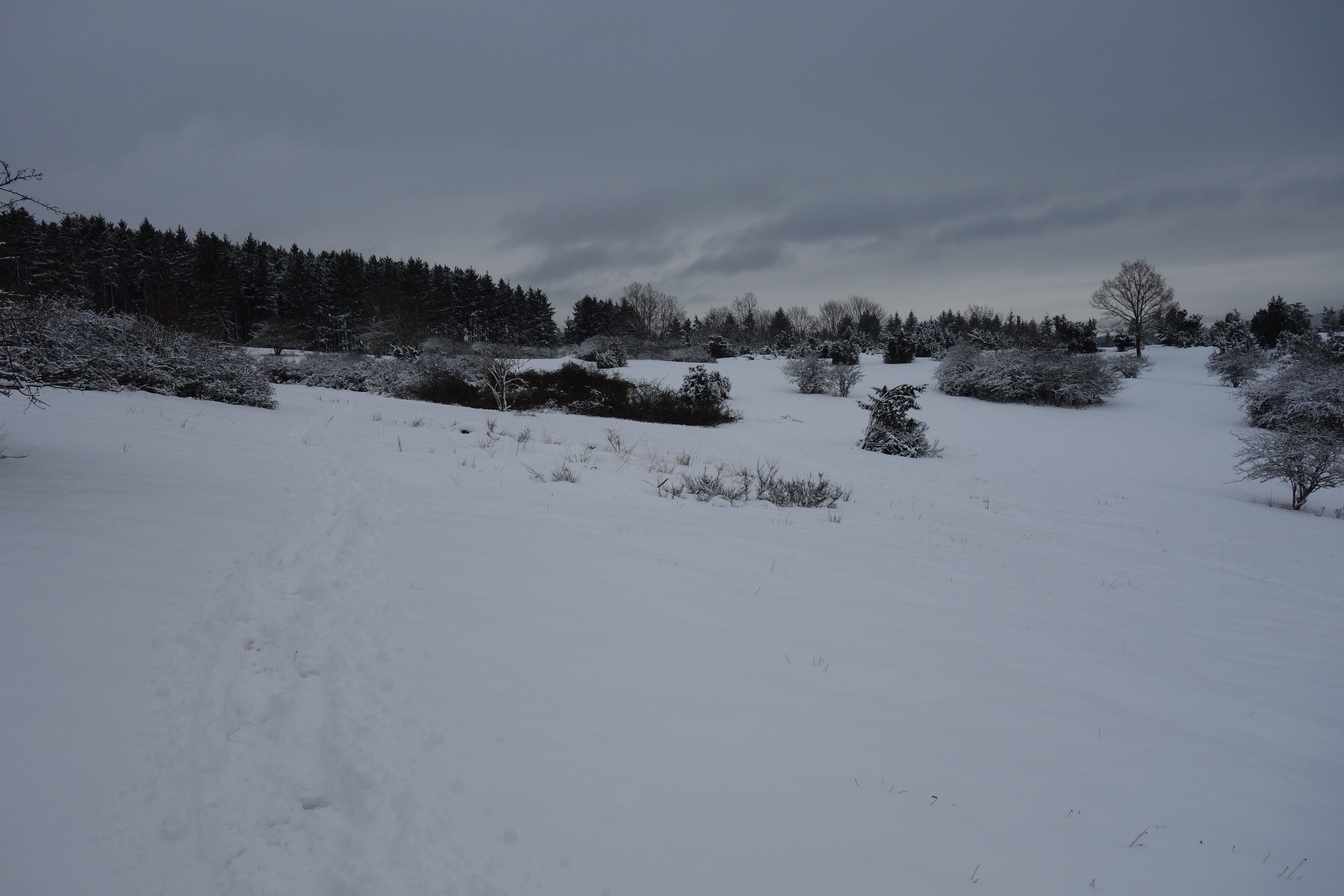
Nordöstlicher Heidebereich im Winter

Das Naturschutzgebiet Heckenlandschaft Braunshausen mit einer Größe von 80,3 ha liegt östlich bis nordöstlich und südöstlich von Braunshausen im Stadtgebiet von Hallenberg. Es wurde am 15. September 2004 mit dem Landschaftsplan Hallenberg durch den Hochsauerlandkreis als Naturschutzgebiet (NSG) ausgewiesen. Das NSG ist Teil des Europäischen Vogelschutzgebiets Medebacher Bucht. Es ist durch die Kreisstraße 54 zerschnitten. Im Osten geht das NSG bis zur Landesgrenze nach Hessen. Der Heidebereich im NSG wird Braunshauser Heide genannt; er war früher als Naturschutzgebiet Wacholderheide ausgewiesen.

## Gebietsbeschreibung
Beim NSG handelt es sich um extensives Grünland mit Hecken und anderen Gehölzen. Im Grünland sind Bereiche mit Nass- und Feuchtgrünland. Extensiv genutzte Mähwiesen, Magerwiesen und Magerweiden weisen Arten der Borstgrasrasen und Halbtrockenrasen auf. Auch einige Ackerflächen mit artenreicher Segetalflora befinden sich im NSG. Ebenfalls integriert sind einige Fichtenparzellen zwischen den Grünlandbereichen. Mehrere Quellen sind im NSG.
Nördlich des Bereichs Lehmkaule befindet sich eine Wacholderheide, auch Braunshauser Heide genannt. Besonders im nördlichen Heidebereich stehen auch Einzelbüsche und dichte Gebüschkomplexe. Neben den Wacholdern sind im gesamten NSG weitere Dornsträucher, meist Schwarzdorn, und vereinzelte Bäume beigemischt. Durch die nun fehlende Beweidung vergrast und verbuscht die Flaeche immer mehr. An einer Stelle im Nordosten der Heide befindet sich eine feuchte Mulde.
Nördlich des Bereichs Hamelskrippe findet sich eine Ginsterheide.

## Tier- und Pflanzenarten im NSG
Auswahl vom Landesamt für Natur, Umwelt und Verbraucherschutz Nordrhein-Westfalen dokumentierter Brutvogelarten im Gebiet: Amsel, Baum-Weißling, Bluthänfling, Brauner Waldvogel, Buchfink, Dorngrasmücke, Gartengrasmücke, Goldammer, Grünfink, Heckenbraunelle, Klappergrasmücke, Kleiner Heufalter, Kohlmeise, Neuntöter, Raubwürger, Rebhuhn, Rotmilan, Schwanzmeise, Turteltaube, Wachtel, Waldeidechse und Wintergoldhähnchen.
Auswahl vom Landesamt dokumentierter Pflanzenarten im Gebiet: Acker-Fuchsschwanzgras, Acker-Gauchheil, Acker-Glockenblume, Acker-Gänsedistel, Acker-Hellerkraut, Acker-Hohlzahn, Acker-Hornkraut, Acker-Schachtelhalm, Acker-Schmalwand, Acker-Spörgel, Acker-Vergissmeinnicht, Acker-Witwenblume, Acker-Ziest, Acker-Winde, Aufgeblasenes Leimkraut, Aufrechtes Fingerkraut, Bach-Nelkenwurz, Bachbunge, Berg-Platterbse, Berg-Sandglöckchen, Besenginster, Besenheide, Blutwurz, Borstgras, Breitblättriger Thymian, Breitblättriges Knabenkraut, Brennender Hahnenfuß, Buntes Vergissmeinnicht, Busch-Windröschen, Doldiges Habichtskraut, Dornige Hauhechel, Echte Kamille, Echte Schlüsselblume, Echter Baldrian, Echter Wurmfarn, Echtes Johanniskraut, Echtes Labkraut, Echtes Leinkraut, Echtes Mädesüß, Feinblättrige Wicke, Frauenfarn, Frühlings-Fingerkraut, Frühlings-Greiskraut, Frühlings-Hungerblümchen, Gänseblümchen, Gamander-Ehrenpreis, Gemeiner Hohlzahn, Gemeiner Windhalm, Gewöhnliche Kreuzblume, Gewöhnlicher Blutweiderich, Gewöhnlicher Gilbweiderich, Gewöhnlicher Feldsalat, Gewöhnlicher Natternkopf, Gewöhnliches Ferkelkraut, Gewöhnliches Habichtskraut, Gewöhnliches Hirtentäschel, Gelbes Sonnenröschen, Gezähnter Feldsalat, Glattes Habichtskraut, Gras-Sternmiere, Große Sternmiere, Großer Wiesenknopf, Großes Hexenkraut, Hain-Gilbweiderich, Hain-Sternmiere, Harzer Labkraut, Heide-Labkraut, Heide-Nelke, Heidelbeere, Herbstzeitlose, Hohe Schlüsselblume, Hunds-Veilchen, Hundspetersilie, Jakobs-Greiskraut, Kleine Bibernelle, Kleine Braunelle, Kleiner Baldrian, Kleiner Klappertopf, Kleiner Wiesenknopf, Kleines Habichtskraut, Kleinköpfiger Pippau, Kletten-Labkraut, Knolliger Hahnenfuß, Kornblume, Kriechende Hauhechel, Kriechender Günsel, Kriechender Hahnenfuß, Kriechendes Fingerkraut, Kuckucks-Lichtnelke, Körner-Steinbrech, Magerwiesen-Margerite, Mauerlattich, Moor-Labkraut, Moschus-Malve, Nacktstängeliger Bauernsenf, Purpur-Fetthenne, Quell-Sternmiere, Quellen-Hornkraut, Quendel-Ehrenpreis, Quendelblättriges Sandkraut, Rainfarn, Rapunzel-Glockenblume, Rote Schuppenmiere, Rote Taubnessel, Roter Fingerhut, Rundblättrige Glockenblume, Saat-Hohlzahn, Salbei-Gamander, Schlangen-Knöterich, Schmalblättriges Weidenröschen, Silber-Fingerkraut, Skabiosen-Flockenblume, Spitzlappiger Frauenmantel, Stattliches Knabenkraut, Strahlenlose Kamille, Sumpf-Dotterblume, Sumpf-Labkraut, Sumpf-Vergissmeinnicht, Tauben-Skabiose, Tauben-Storchschnabel, Teich-Schachtelhalm, Viersamige Wicke, Vogel-Knöterich, Vogel-Wicke, Wacholder, Wald-Ehrenpreis, Wald-Engelwurz, Wald-Schachtelhalm, Wald-Ziest, Wasserdost, Weichhaariger Hohlzahn, Weißgelb-Labkraut, Weißes Labkraut, Wiesen-Bocksbart, Wiesen-Bärenklau, Wiesen-Flockenblume, Wiesen-Kerbel, Wiesen-Kümmel, Wiesen-Labkraut, Wiesen-Pippau, Wiesen-Platterbse, Wiesen-Schaumkraut, Wilde Möhre, Wildes Stiefmütterchen, Wirbeldost, Zaun-Wicke und Zweispaltiger Hohlzahn.

## Schutzzweck
Das NSG soll das Grünland mit seinem Arteninventar schützen. Zur Erhaltung und Entwicklung von Lebensgemeinschaften und Lebensstätten wildlebender, teils gefährdeter Arten, von Tier- und Pflanzenarten beizutragen. Wie bei allen Naturschutzgebieten in Deutschland wurde in der Schutzausweisung darauf hingewiesen, dass das Gebiet „wegen der Seltenheit, besonderen Eigenart und Schönheit des Gebietes“ als Naturschutzgebiet ausgewiesen wurde. Laut Naturschutzgebiets-Ausweisung wurde das Gebiet zum Naturschutzgebiet auch ausgewiesen, um zur Sicherung des ökologischen Netzes Natura 2000 der EU im Sinne der FFH-Richtlinie.

## Naturschutzmaßnahmen
Der Verein für Natur- und Vogelschutz im Hochsauerlandkreis (VNV), die Nordrhein-Westfalen-Stiftung Naturschutz, Heimat- und Kulturpflege und das Land NRW kauften Flächen im Bereich der Braunshauser Heide. Die Heide wird mit Schafen beweidet. Der VNV führt seit 1984 immer wieder Arbeitseinsätze im NSG durch um Gehölze zu entfernen damit die Heide nicht zuwächst.
Die Stiftung Altes Forsthaus Rehsiepen kaufte 2017 eine etwa 1,5 ha große Fläche und 2021 2,3 ha Land im Schutzgebiet. Diese Fichtenflächen wurden in Grünland umgewandelt.
Auch der Hochsauerlandkreis kauften später Flächen in und um die Braunshauser Heide. Wobei die Kreisfläche, eine Fichten-Kalamitätsfläche, 2024 noch nicht geräumt war und in Heide bzw. Magergrünland umgewandelt war. Im Rahmen eines Heideprojekts des Naturpark Diemelsee ließ die Biologische Station Hochsauerlandkreis 2023 um die Heide einen wolfsabweisenden Zaun bauen, damit die Beweidung durch einen Schäfer besser möglich ist. Noch im Januar 2024 führte der VNV einen Arbeitseinsatz durch. Vorarbeiten dieser Arbeitseinsätze führte häufig der Landschaftspflegetrupp der Biologischen Station Hochsauerlandkreis durch.